# رومئو
رومئو مونتگیو (به زبان ایتالیایی: Romeo Montecchi) شخصیت اصلی مرد داستان رومئو و ژولیت شکسپیر است. رومئو که از خاندان مونتگیو است عاشق دختری از خانواده رقیب، کاپیولت‌ها، به نام ژولیت می‌شود و با کمک راهبی به نام لارنس پنهانی با او ازدواج می‌کند. رومئو پس از اینکه ناخواسته باعث مرگ تیبالت، پسر عموی ژولیت، می‌شود به دستور شاهزادهٔ ورونا تبعید می‌شود. رومئو سرانجام پس از شنیدن خبر نادرست مرگ ژولیت خودکشی می‌کند.
ریشهٔ این شخصیت در ادبیات می‌تواند به شخصیتی در کتاب دگردیسی‌ها اثر اووید به نام پیراموس برگردد. نخستین تجسم مدرن رومئو در رمان ایل نوولینو از ماسیچیو سلرنیتانو آمده که شخصیت رومئو در این داستان ماریوتو نام دارد. لوئیجی دا پورتو این داستان را در سال ۱۵۲۴ میلادی در رمانی با همین نام بازنویسی کرد. منبع اصلی شکسپیر برای داستان رومئو و ژولیت می‌تواند رمانی ایتالیایی از ماتئو باندلو باشد که آرتور برووک نسخهٔ فرانسوی آن را با نام تاریخ باستانی رومئو و ژولیت به انگلیسی ترجمه کرد. اگرچه سلرنیتانو و دا پورتو هردو ادعا کردند که این داستان ریشه‌های تاریخی دارد اما اسناد اندکی در تأیید این ادعا وجود دارد.
رومئو در بعضی از زبان‌ها به عنوان مترادف مرد عاشق‌پیشه به کار می‌رود، مانند مجنون در زبان فارسی.

## پرده سینما
بازیگران زیر نقش رومئو را بازی کرده‌اند:
- لئونارد وایتینگ
- لسلی هاوارد
- لارنس هاروی
- لئوناردو دی‌کاپریو
- داگلاس بوث
- اورلاندو بلوم

## فهرست کتاب‌های مرتبط
- Shakespeare, William (1859). Romeo and Juliet:A tragedy. Leipzig: G. Græbner.